# Eduard Kainberger
Eduard „Edi“ Kainberger (* 20. November 1911 in Salzburg; † 7. März 1974 ebenda) war ein österreichischer Fußballspieler. Der Tormann gewann mit der österreichischen Amateurauswahl bei den Olympischen Spielen 1936 in Berlin die Silbermedaille.

## Karriere
Edi Kainberger spielte gemeinsam mit seinem jüngeren Bruder Karl beim SAK 1914 in der Salzburger Landesliga. Die Liga war damals auf Amateurbasis ausgerichtet und stand nicht mit der professionellen österreichischen Meisterschaft in Verbindung, die sich zur damaligen Zeit nur auf den Wiener Raum beschränkte. Mit den Nonntalern gewann Edi Kainberger mehrmals die Landesmeisterschaft und erreichte drei Mal das Finale der Amateur-Staatsmeisterschaften. In die nationale Amateur-Auswahl wurde er erstmals 1933 im Duell gegen Ungarn einberufen und begleitete das Team mit Trainer Jimmy Hogan 1936 zu den Olympischen Spielen nach Berlin. Edi Kainberger stand in allen vier Partien der Amateur-Nationalmannschaft im Tor und trug als erfahrenster Spieler des Teams die Kapitänsschleife. Der Salzburger erreichte mit dem Team das olympische Finale, wo er Italien in der Verlängerung mit 1:2 unterlag. 1938 wechselte der Tormann zum TSV 1860 München.

## Erfolge
- 3 × Österreichischer Vize-Amateurstaatsmeister: 1934, 1935, 1937
- Teilnahme bei den Olympischen Spielen 1936: Silbermedaille
- 8 Spiele für die österreichische Amateur-Nationalmannschaft von 1933 bis 1937